# Itatiba do Sul
Itatiba do Sul é um município do estado brasileiro do Rio Grande do Sul. Sua população, conforme estimativas do IBGE de 2018, era de 3 420 habitantes.
Na cidade de Itatiba do Sul nasceu o assassino em série Luiz Baú, sendo que o primeiro crime que cometeu foi o assassinato de um menino de doze anos na Linha Jubaré, interior do município. Após, foi enviado para o Presídio Estadual de Erechim, de onde fugiu e vitimou mais três crianças e um idoso, até ser novamente detido e enviado para o Instituto Psiquiátrico Forense Maurício Cardoso, de Porto Alegre, de onde não se teve mais notícias.

## Topônimo
"Itatiba" é um termo de origem tupi que significa "ajuntamento de pedras", através da junção dos termos itá ("pedra") e tyba ("ajuntamento").

## Geografia
Pertence à Mesorregião do Noroeste Rio-Grandense e à Microrregião Erechim. É um município que conta com as águas do Rio Uruguai e que faz divisa fluvial com o estado de Santa Catarina.

## Subdivisões

### Distritos
| Distrito       | População |
| -------------- | --------- |
| Itatiba do Sul | 2460      |
| Povoado Tozzo  | 906       |
| Saltinho       | 750       |
| Sete Lagoas    | 1136      |